# Esprit-Jean de Rome d'Ardène
Esprit-Jean de Rome d'Ardène est un fabuliste français, né le 3 mars 1684 selon la BnF, ou le 5 mars 1684 selon d'autres sources historiques, à Marseille et décédé le 27 mars 1748 à Marseille.

## Vie personnelle
Esprit-Jean de Rome d'Ardène est le fils d’Honoré de Rome sieur d’Ardène, commissaire des galères et inspecteur des bois et forêts de Provence, qui fit construire le Château d’Ardène en 1686 et de Antoinette Leroy, fille de Jean Leroy, conseiller du Roi et contrôleur général de la marine du Levant et des galères de France. Son frère cadet, le père Jean-Paul de Rome d'Ardène (1690-1769) fut un botaniste et un agronome réputé, auteur de plusieurs ouvrages de référence.

## Publications
En 1747, parait l'ouvrage Recueil de fables nouvelles, précédées d'un discours sur ce genre de poésie.
Après le décès d' Esprit-Jean de Rome d'Ardène (1748), son frère, le père Jean-Paul de Rome d'Ardène rassemble ses différents écrits afin de les compiler puis de les publier. Quelques années plus tard, en 1767, un éditeur marseillais, Jean Mossy, fait paraître les Œuvres posthumes de Monsieur d'Ardene, associé a l'académie des Belles-Lettres de Marseille en quatre volumes.